# Steve Woolgar
Stephen Woolgar (Steve) (né en 1950) est un sociologue des sciences britannique. Il s'est d'abord fait connaître par ses enquêtes de terrain avec Bruno Latour sur les recherches en laboratoire qui seront publiés en volume sous le titre de Laboratory Life: the Social Construction of Scientific Facts (1979).
Il a été professeur de sociologie, directeur du département des sciences humaines et directeur de CRICT (Centre for Research into Innovation, Culture and Technology) à la Brunel University. Il est maintenant professeur de marketing à la Saïd Business School, à l'Université d'Oxford et, durant quelque temps, au Green College. Avec Harry Collins, David Edge ou Michael Mulkay, il compte parmi les principaux représentants du courant britannique de la sociologie de la connaissance scientifique (SSK). Ses derniers travaux portent surtout sur le marketing.

## Publications
- (en) avec Bruno Latour, Laboratory Life: the construction of scientific facts, Princeton, 1986 (1979)
- (fr) La Vie de laboratoire : la production des faits scientifiques, avec Bruno Latour, Paris, La Découverte, 1988.
- (en) Science: the Very Idea, Routledge, 1988.
- (en) Knowledge and Reflexivity, edited, Sage, 1988.
- (en) The Cognitive Turn: sociological and psychological perspectives on science, edited, with Steve Fuller and M. de Mey, Kluwer, 1989.
- (en) Representation in Scientific Practice, edited, with Michael Lynch, MIT, 1990.
- (en) The Machine at Work: technology, organisation and work, with K. Grint, Polity/Blackwell, 1997.
- (en) Virtual Society? technology, cyberbole, reality, Oxford University Press, 2002.
- (en) Mundane Governance: Ontology and Accountability, Oxford University Press, 2013.